# Johnny Tillotson
Johnny Tillotson, född 20 april 1938 i Jacksonville, Florida, död 1 april 2025 i Los Angeles, Kalifornien, var en amerikansk sångare och låtskrivare, mest ihågkommen för sin hit "Poetry in Motion" från 1960. Låten blev singeletta i Storbritannien och nådde plats två på den amerikanska singellistan Billboard Hot 100. Han hade ett flertal andra singelframgångar där "Without You" (1961), "It Keeps Right On a-Hurtin" (1962), som även låg tre veckor på svenska Radio Nords Topp 20-lista, och "Talk Back Trembling Lips" (1963) alla nådde topp 10-placering på Billboard Hot 100-listan. Tillotson fortsatte att spela in musik långt efter att hans storhetstid var över efter 1960-talets andra hälft och framåt.
Den 1 april 2025 avled Tillotson i sviterna av Parkinsons sjukdom i sitt hem i Los Angeles.

## Diskografi
Album
- 1959 – This Is Johnny Tillotson
- 1962 – It Keeps Right On a-Hurtin' (US #8)
- 1963 – You Can Never Stop Me Loving You
- 1964 – Talk Back Trembling Lips (US #48)
- 1964 – The Tillotson Touch
- 1964 – She Understands Me
- 1965 – That's My Style
- 1965 – Johnny Tillotson Sings
- 1966 – No Love at All
- 1966 – The Christmas Touch
- 1966 – Johnny Tillotson Sings Tillotson
- 1967 – Here I Am
- 1969 – Tears on My Pillow
- 1970 – Johnny Tillotson
- 1977 – Johnny Tillotson

Singlar (topp 100 på Billboard Hot 100)
- 1958 – "Dreamy Eyes" / "Well I'm Your Man" (#63)
- 1959 – "True True Happiness" / "Love Is Blind" (#54)
- 1960 – "Why Do I Love You So" / "Never Let Me Go" (#42)
- 1960 – "Earth Angel" / "Pledging My Love" (#57)
- 1960 – "Poetry in Motion" / "Princess Princess" (#2)
- 1961 – "Jimmy's Girl" / "(Little Sparrow) His True Love Said Goodbye" (#25)
- 1961 – "Without You" / "Cutie Pie" (#7)
- 1962 – "Dreamy Eyes" / "Well I'm Your Man" (#35)
- 1962 – "It Keeps Right On A-Hurtin'" / "She Gave Sweet Love To Me" (#3)
- 1962 – "Send Me The Pillow You Dream On" / (#17)
- 1962 – "I'm So Lonesome I Could Cry" / (#89)
- 1962 – "I Can't Help It (If I'm Still In Love With You)" (#24)
- 1963 – "Out Of My Mind" / "Empty Feelin'" (#24)
- 1963 – "You Can Never Stop Me Loving You" /  "Judy, Judy, Judy" (#18)
- 1963 – "Talk Back Trembling Lips" / "Another You" (#7)
- 1963 – "Funny How Time Slips Away" / "A Very Good Year For Girls" (#50)
- 1964 – "I'm a Worried Guy" / (#37)
- 1964 – "I Rise, I Fall" / "I'm Watching My Watch" (#37)
- 1964 – "Worry" / "Sufferin' From A Heartache" (#45)
- 1964 – "She Understands Me" / "Tomorrow" (#31)
- 1965 – "Angel" / "Little Boy" (#51)
- 1965 – "Then I'll Count Again" / "One's Yours, One's Mine" (#86)
- 1965 – "Heartaches By The Number" / "Your Mem'ry Comes Along" (#35)
- 1965 – "Our World" / "(Wait Till You See) My Gidget" (#70)